# Трудовой (Гулькевичский район)
Трудовой — посёлок в Гулькевичском районе Краснодарского края России. Входит в состав сельского поселения Кубань.

## География
Стоит у реки Кубань. 
Примыкает к крупному хутору Северокубанский в Тбилисском районе Краснодарского края.

### Уличная сеть
- ул. Комсомольская,
- ул. Луговая[4], которая переходит в улицу Луговая хутора Северокубанский.

## Население
| 2002 | 2010 |
| ---- | ---- |
| 124  | ↗164 |

## Инфраструктура
Личное подсобное хозяйство с зоной сельскохозяйственного использования, индивидуальная застройка усадебного типа.
В посёлке действует магазин сельпо «Кубань».

## Транспорт
Автобусное сообщение с райцентром.  
Есть две остановки общественного транспорта: «Луговая улица» и «Трудовой».